# كارل ماغنوس فون هيل
كارل ماغنوس فون هيل (بالألمانية: Carl Magnus von Hell)‏ هو أستاذ جامعي وكيميائي ألماني، ولد في 8 سبتمبر 1849 في شتوتغارت في ألمانيا، وتوفي بنفس المكان في 11 ديسمبر 1926.